# Yaka (Volk)

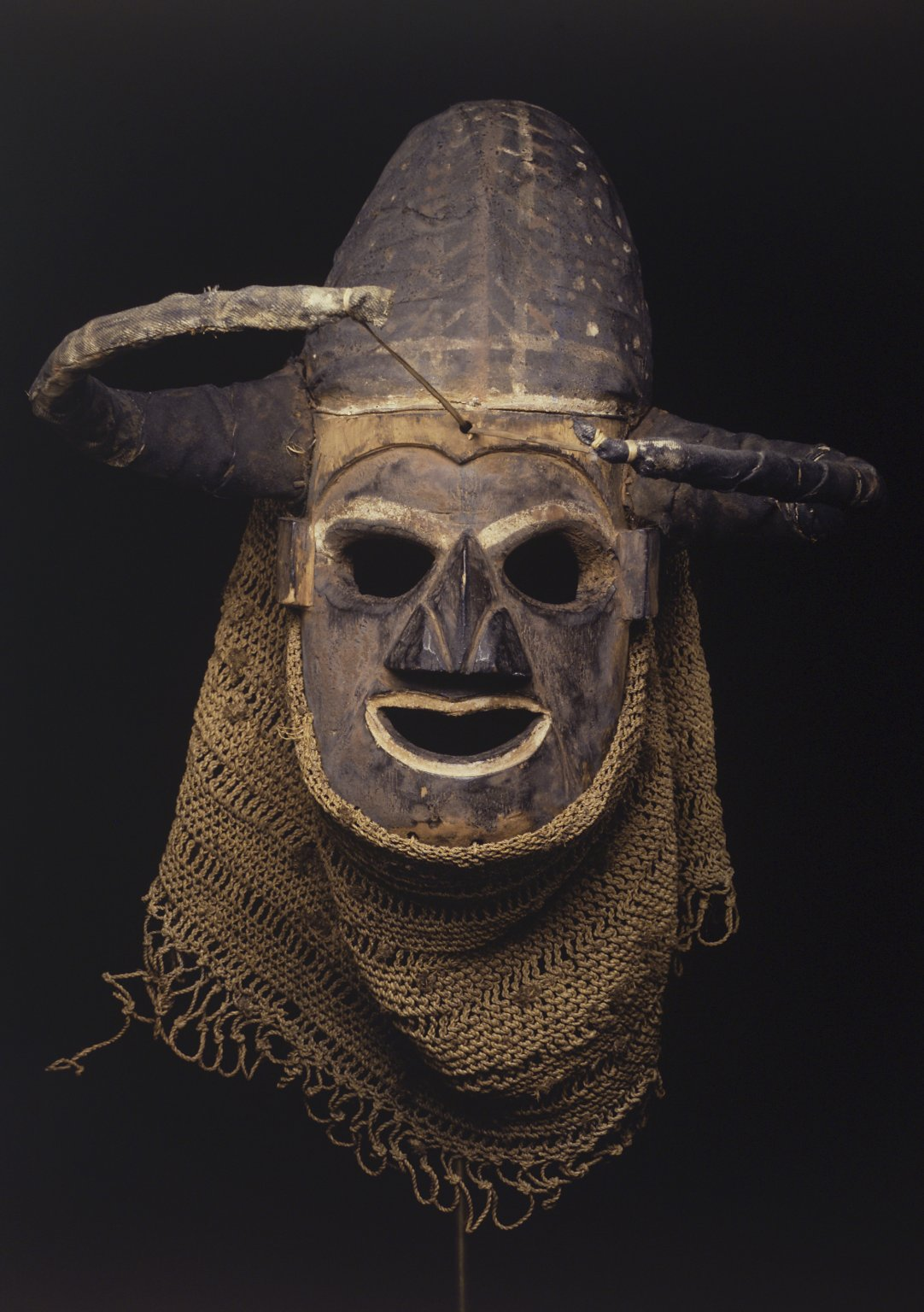
Anthropomorphe Maske der Yaka im Brooklyn Museum

Die Yaka (Bayaka) sind eine ethnische Gruppe der Bantu im Südwesten der Demokratischen Republik Kongo und im Nordwesten Angolas. Die Gruppe umfasst in den ursprünglichen Siedlungsgebieten seit Jahrzehnten konstant etwa 300.000 Menschen, die in den hochgelegenen Wäldern und Savannen im Einzugsbereich des Kasai zwischen dem Kwango und dem Wamba (Uamba) leben. Sie sprechen Kiyaka, das auch von anderen ethnischen Gruppen der Region übernommen wurde. Gleichzeitig leben mittlerweile mehrere Hunderttausend Yaka in Kinshasa, Brazzaville, Lagos und anderen Millionenstädten Afrikas.
Die Yaka sind nicht zu verwechseln mit dem Pygmäen-Volk der Bayaka in der Zentralafrikanischen Republik. Vereinzelt werden die Suku als Subethnie der Yaka bezeichnet.

## Gesellschaft
Hinsichtlich der ursprünglich vorherrschenden Matrilinearität, deren Einfluss inzwischen geschwunden ist, sowie der Wirtschaftsweise, der Religion und Gebräuche, bei denen Ahnenkult, komplexe Initiationsriten und Heilerwesen eine wichtige Rolle spielen, stehen sie den benachbarten Suku (Basuku) nahe, die auch als Yaka bezeichnet werden. Der belgische Kultur- und Medizinanthropologe René (Renaat) Devisch beschreibt ihr Sozialsystem als segmentär-patrilinear, verbunden mit der Vorstellung der gemeinsamen Abstammung aus dem Uterus einer Urgroßmutter mütterlicherseits, und hebt ihre lange erfolgreiche Heilertradition hervor.

## Name
Die Bezeichnung war ursprünglich ein Ehrentitel für Krieger des Königreichs Kongo, das mit dem Königreich Lunda um die Vorherrschaft in der Region stritt, und wurde später zur Bezeichnung für Invasoren allgemein. Die portugiesischen Kolonisatoren nannten das Volk Jagas, was zu einer abwertenden Bezeichnung für entwurzelte Menschen auch in anderen Regionen Afrikas wurde. Diese resultierte wohl daraus, dass ein Teil des Volkes die bäuerliche Wirtschaftsweise, die durch Fischfang und Jagd ergänzt wurde, aufgab und zu räuberischen Nomaden wurde, die sich am Elfenbein- und Sklavenhandel beteiligten. So wurden auch die Bangala von den Portugiesen gelegentlich als Yaka (Jagas) bezeichnet. In Brasilien werden die Viehhirten des Sertão Jagas genannt.

## Geschichte
Die Herkunft der Yaka ist unsicher. Sie lebten bis zum 16. Jahrhundert mündlicher Überlieferung zufolge im Königreich Lunda, das vor der Kolonisierung die dominante politische und militärische Macht in der Region darstellte. Die Portugiesen stießen Mitte des 16. Jahrhunderts in Königreich Ndongo auf die Yaka, die dort als Söldner dienten. Das Königreich Kongo machte Jagd auf die Yaka und verkaufte sie als Sklaven. Die Yaka fielen ihrerseits 1568 in das Königreich Kongo ein, das von den Portugiesen geschützt werden musste. Die nördlichen Yaka gehörten im 17. Jahrhundert zu den Königreichen Okanga und Yiyaka. Sie wanderten um 1725 nach Westen bis zum Kwango. Dort verschmolzen sie mit Teilen der ansässigen Bevölkerung und übernahmen deren Sprache (Kikongo), von der sich das heutige Kiyaka herleitet. Es kam jedoch immer wieder zu Abspaltungen (z. B. der Pelende und Kobo) und zur Auswanderung von Lunda- und Kongogruppen.

### Das Königreich der Yaka
Um 1695 erfolgte eine friedliche Vereinigung der Yaka-Gruppen am mittleren Kwango mit den ursprünglichen Bewohnern und eine stabile Staatsgründung unter einem Lunda-König oder Statthalter, dem Mani-Kongo. Für die Einigung der Yaka sorgte wohl auch der Zerfall des Königreichs Lunda unter steigendem portugiesischen Kolonisierungsdruck.
Der preußische Major im Ruhestand und Sammler Friedrich Wilhelm Alexander von Mechow bereiste 1879–82 die Region und erkundete den Mittellauf des Kwango, um von dort einen schiffbaren Zugang zum Kongo zu erreichen. Im September 1880 suchte von Mechow als erster Europäer den Sitz des mächtigen Lunda-Statthalters im Yaka-Staat auf, der den Titel Mwene Putu Kasongo (putu = portugiesisch, Portugiese) trug und seine Untertanen wie seine Sklaven behandelte. Mechow verwechselte den Titel mit seinem Namen, vermutlich trug er den Namen Mawesi (ca. 1828 – ca. 1888). Die kleine Residenz war damals ein wichtiger Fernhandelsknoten. Von Mechow fielen „Ruhe“ und „Anstand“ der Residenzbewohner auf, die streng diszipliniert wurden und nachts das Dorf nicht verlassen durften. Der wichtigste Minister des Königs war zugleich der Henker. Die Hütten und Straßen waren von hoher Qualität. Die Yaka verfügten über modernere Gewehre (aus französischer Produktion) als die Portugiesen; sie betrieben u. a. Handel mit Sklaven, Elfenbein und Kautschuk und verteidigten ihr Zwischenhandelsmonopol im Verkehr mit den Küstenbewohnern durch die Verbreitung von Gräuelgeschichten über den Kannibalismus der Stämme des Binnenlandes. Mechow schlug angesichts des Wettlaufs zwischen Franzosen, Engländern, Portugiesen und Holländern um die Dominanz in der Region vor, am linken Ufer des Kwango einen deutschen Handelsstützpunkt zu errichten. Diese Idee scheitert jedoch an den von Deutschland akzeptierten Interessen des belgischen Königs Leopold II. an der Region. 1885 bereisten der Arzt und Anthropologe Willy Wolff und der Botaniker Richard Büttner erneut das Reich des Putu Kasongo, jedoch ohne greifbare Erfolge, obwohl der Herrscher durchaus am Handel interessiert war.

### Kolonialzeit
Das Königreich blieb bis in die belgische Kolonialzeit hinein ein gut organisiertes Staatswesen. Seit 1890 kam es untr König (Kiamvu) Tsiimba Nkumbi zu Aufständen und Kriegen mit der belgischen Kolonialarmee, die für beide Seiten sehr verlustreich waren, womit die Destabilisierung des Yaka-Reiches einsetzte. Viele Stammesoberhäupter und der König Muana Koko Kodia Puanga flohen 1915 nach Angola, wo die Portugiesen den Mani-Kongo als ethnische Institution anerkannten. Andere Stammesoberhäupter wurden von den Belgiern deportiert.
Während der belgischen Kolonialzeit galt das Gebiet der Yaka als weitgehend unterentwickelt. Während seit ca. 1940 zahlreiche Yaka aus der Region in das damalige Léopoldville wanderten, strömten andere Yaka aus Angola nach. Viele Angehörige des Volkes setzten sich aktiv für die kongolesische Unabhängigkeitsbewegung 1958/60 ein und unterstützten Patrice Lumumba.

### Gegenwart
Auch heute spielen die Dorfhäuptlinge und Clanchefs (Unkwagata) auf dem Land noch eine große Rolle. In den 1970er und 1990er Jahren erforschte René Devisch die Initiations- und Heilungsrituale der Yaka, die heute in den Ritualen der charismatischen Heilerkirchen in Kinshasa fortleben, und trug wesentlich zu ihrer Entmystifizierung bei. Aufgrund des hohen Bevölkerungsanteils der Yaka in Kinshasa stellen sie dort oft den Gouverneur.

## Wirtschaft
Die Frauen der Yaka bauen Kassawa, Süßkartoffeln, Bohnen und Mais an. Früher wurde auch Kautschuk gewonnen. Die Männer jagen traditionell mit Hilfe von Jagdhunden. Viehzucht spielt örtlich eine wenn auch geringe Rolle.

## Zeremonialkunst
Die Handwerkskünste der Yaka, vor allem Holzschnitzerei, Flechtkunst und Weberei, sind hoch entwickelt. Die expressiven Holzmasken werden für Zeremonien, vor allem für Initiationsriten, verwendet und sind je nach Funktion der Beteiligten während des Rituals ausgestaltet. Die Bäuche der hölzernen Statuen sind oft hohl und können Fetische enthalten.

## Persönlichkeiten
- Kas Kasongo († 2022 Kinshasa), Musiker, Filme- und Theatermacher
- Kiamvu Tsiimba Nkumbi (ermordet 1893), leitete den Widerstand gegen die belgische Kolonialarmee
- Kibabu Madiata Nzau (1936–2021), Politiker und Gouverneur von Kinshasa